# Gijzeling in Oman
Gijzeling in Oman is een spionageroman van auteur Gérard de Villiers en het 87e deel uit de S.A.S.-reeks met als protagonist de Oostenrijkse prins en freelance CIA-agent Malko Linge.

## Het verhaal
De Amerikaanse diplomaat en kenner van het Midden-Oosten William Shackley wordt 168 dagen gevangen gehouden in Beiroet door een groep terroristen.
De CIA stelt echter alles in het werk om deze diplomaat vrij te krijgen omdat deze beschikt over kennis die van onschatbare waarde is voor de Verenigde Staten.
De terroristen stellen echter een keiharde voorwaarde: het leven van de diplomaat in ruil voor een enorme wapenzending.
Deze zeer delicate kwestie wordt in handen gegeven van Malko. Malko raakt verstrikt een de slangenkuil van het Midden-Oosten. Het gebied waar verraad op verraad volgt. Hij wordt ter zijde gestaan door Susanna Rawlings.

## Personages
- Malko Linge, Oostenrijkse prins en CIA-agent;

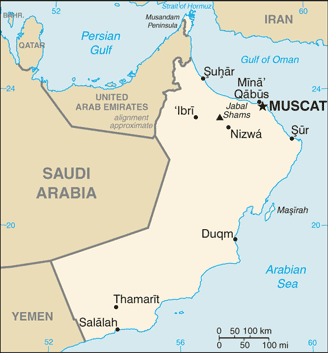
Overzichtskaart van Oman.

- William Shackley, diplomaat;
- Susanna Rawlings.